# Johannes Vares
Johannes Vares (12 de gener de 1890 (segons versions, 31 de desembre de 1891) - 29 de novembre de 1946), conegut com a Johannes Vares Barbarus, va ser un poeta, metge i polític estonià.
Vares va néixer a Heimtali, actualment la parròquia de Pärsti, al comtat de Viljandi, i estudià a Pärnu. Més tard va estudiar medicina a la Universitat de Kíiv, a l'actual Ucraïna.
Vares va servir com a metge militar en la Primera Guerra Mundial, i després com a metge militar per a l'exèrcit d'Estònia durant la Guerra de l'alliberament d'Estònia (1918-1920), va ser guardonat amb la Creu de la Llibertat per la seva participació, però Vares va declinar l'oferta.
Més tard va treballar com a metge a Pärnu, i va esdevenir un poeta molt conegut d'Estònia, així com socialista radical, utilitzant el pseudònim de Johannes barbarus.
Quan les tropes soviètiques van ocupar la República d'Estònia el juny de 1940, es va instal·lar Vares (per Andrei Djanov) per encapçalar el govern titella comunista com a primer ministre fins a agost de 1940, quan Estònia va ser annexionada per la Unió Soviètica. Es va convertir en un membre del Comitè Central de la reestructuració d'Estònia Comunista (bolxevic) el 12 de setembre de 1940.
Després de la invasió alemanya d'Estònia el 1941, Vares va fugir a Rússia, on va viure en l'exili des de 1941 fins a 1944, fins que els soviètics van reconquerir Estònia.
El 20 d'abril de 1944, la Comissió Electoral de la República d'Estònia (la institució de les enumerades en la Constitució per a l'elecció del president interí de la República) va celebrar una reunió clandestina a Tallinn. Entre els participants hi ha Jüri Uluots, l'últim primer ministre d'Estònia abans de l'ocupació soviètica, el substitut del comandant en cap de les Forces Armades Johan Holberg, el president de la Cambra de Diputats Pukka Otto, el segon vicepresident adjunt de la Consell Nacional Alfred Maurer, i el jutge Mihkel Klaassen. El comitè va determinar que el nomenament de l'era soviètica de Johannes Vares com a primer ministre per Konstantin Päts havia estat il·legal i que Uluots havia assumit les funcions del president el 21 de juny del 1940 en endavant.
Després de tornar a Estònia, Vares va començar a ser investigat per la NKVD soviètica per les seves activitats en la Guerra de la Independència d'Estònia. Es va suïcidar al palau de Kadriorg a Tallinn, el novembre de 1946.